# Яттон
Яттон (англ. Yatton) — деревня в Юго-Западной Англии в Великобритании. Расположена в 18 км к северо-западу от Бристоля. Население на 2001 год составляет 9176 человек.

## История

### Топонимика
Происхождение названия Яттон достоверно неизвестно. Возможно оно происходит от англосаксонского «gatton», что означает деревня на дороге. Есть так же версия о происхождении названия от староанглийских слов «ea» и «tun», что означает The water enclosure (водяной забор), и может быть связано с протекающей рядом рекой Йео. Деревня в разные времена называлась то Ятуне (Jatune), то Итон (Eaton), то Яттон Блуит (Yatton Blewitt), и она записана как Латуре (Lature) в Книге страшного суда.

### Предыстория
Яттон расположена на возвышении, окружена землями осушенных болот (местное название пакет), она являлась хорошо укреплённой норманнской деревней. При раскопках были обнаружены останки одной крепости на холме времён Железного века Кэдбери-хилл, там же обнаружили римское поселение, храмы и клад монет, а ещё были обнаружены древние христианские захоронения.

### Железная дорога

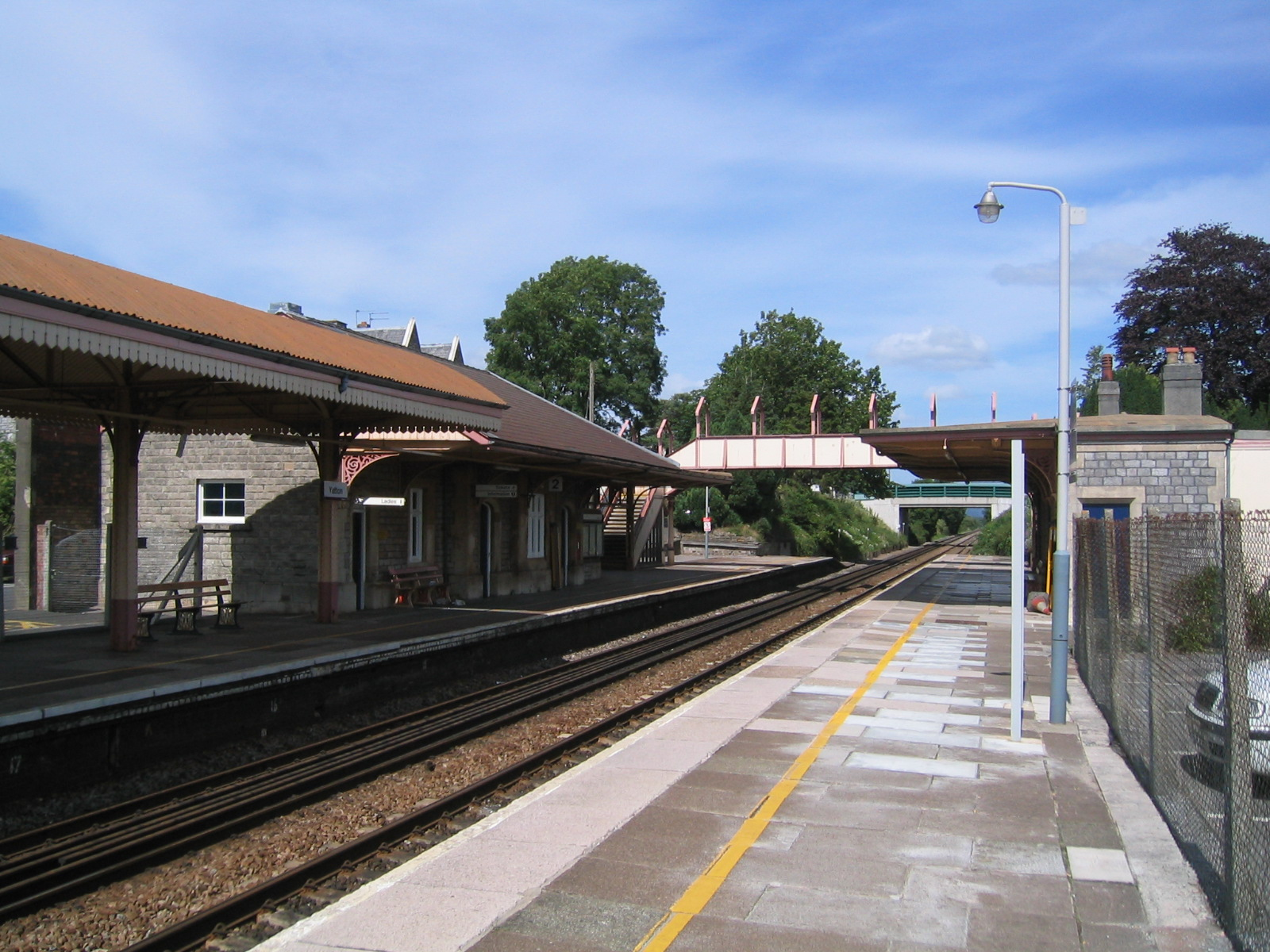
Яттон вокзал

В 19-м веке Большая западная железная дорога Изамбарда Брюнеля была проложена через Яттон. Линия ответвлялась от Яттона к Чеддеру, Кливдону, Блэгдону. Хотя ветка к Блэгдону была закрыта для пассажиров в 1932 году, а линии к Чеддеру, Кливдону были закрыты в 60-х годах XX века, станция Яттона, спроектированная Брюнелем в классических викторианских традициях до сих пор, используется. Сегодня можно или пешком или на велосипеде прогуляться по маршруту клубничной дороги (названа так из-за большой торговли клубникой в Чеддере) из Яттона в Чеддер.

### 20-й век

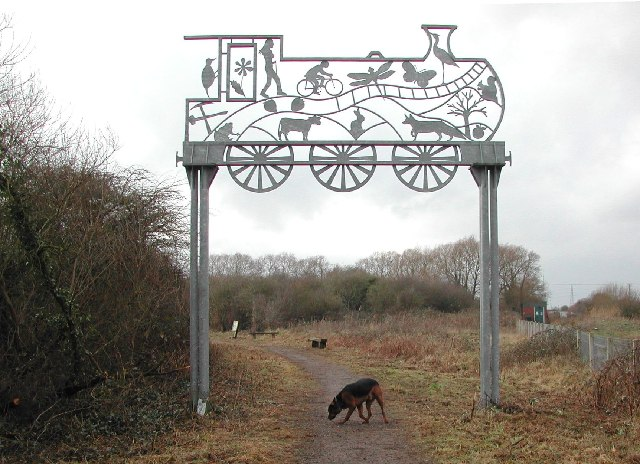
Начало клубничной дороги

В 1922 году участок, ранее известный как «Загон» был приобретён деревней и на нём был возведён военный мемориал Яттонского прихода. Мемориал расположен на вершине скалы в Конгресбери в конце Хай стрит. На нём выбиты имена жителей Яттона погибших в результате Первой и Второй мировых войн.
Деревня развивалась и застраивалась на север за железнодорожную станцию вдоль северной дороги и дороги Арнольда. На восток и юг застройка производилась вблизи шоссе А370 и в деревнях Клаверхем и Клив. Деревенский клуб со временем превратился в высоко комфортабельный отель на 60 мест и центр искусств.

## Власть
Приходской совет несёт ответственность за местные проблемы, включая формирование ежегодного бюджета для покрытия расходов Совета и подготавливает годовой отчёт для общественности. Приходской совет оценивает работу местной полиции, сотрудников районного совета, организации «присмотра за соседями» (добровольная организация, занимающаяся присмотром за домом или имуществом соседей для предотвращения преступлений), служб обеспечения безопасности дорожного движения. В обязанности приходского совета также входит реализация проектов по техническому обслуживанию и ремонту различных объектов, таких, как деревенские клубы или общинные центры, спортивные и детские площадки, а также консультации с районным советом по техническому обслуживанию, ремонту и совершенствованию автомобильных дорог, канализации, пешеходных дорожек, общественного транспорта, и уборки улиц. Также в ведении Совета находятся вопросы по сохранению зелёных насаждений, старинных зданий и экология.
Приход представлен в палате общин парламента Соединённого Королевства как часть избирательного округа Вудспринг, которым должен стать Северный Сомерсет на следующих всеобщих выборах. Он избирает одного члена парламента (МП) по мажоритарной системе выборов. Он также является частью избирательного округа Юго-Западной Англии в Европейском парламенте, который избирает семь Европарламентариев по системе Хондта по партийным спискам пропорционального представительства.

## География

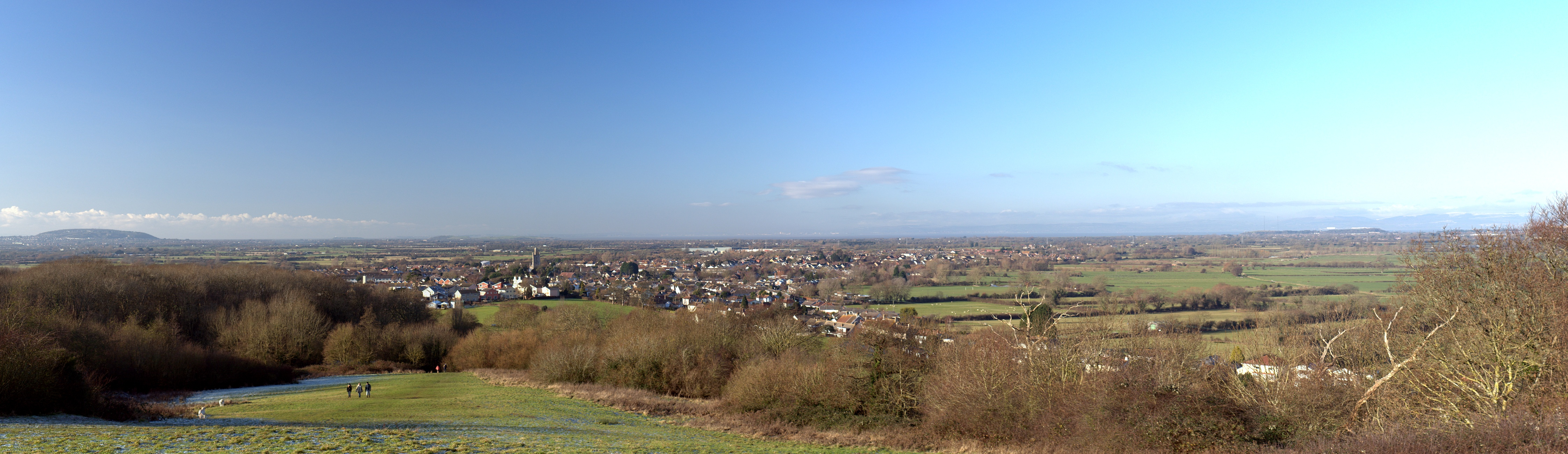
Вид на Яттон с холма Кэдбери

Яттон расположен в юго-западной части Великобритании, в низовьях реки Конгресбери Йео. Поселение окружено холмистой местностью.

## Климат
| Показатель                    | Янв. | Фев. | Март | Апр. | Май | Июнь | Июль | Авг. | Сен. | Окт. | Нояб. | Дек. | Год  |
| ----------------------------- | ---- | ---- | ---- | ---- | --- | ---- | ---- | ---- | ---- | ---- | ----- | ---- | ---- |
| Средний суточный максимум, °C | 7    | 7    | 10   | 12   | 16  | 18   | 21   | 20   | 18   | 13   | 10    | 8    | 13   |
| Средний суточный минимум, °C  | 3    | 2    | 5    | 5    | 8   | 12   | 14   | 13   | 11   | 8    | 6     | 4    | 8    |
| Норма осадков, мм             | 108  | 72   | 63   | 65   | 76  | 63   | 89   | 97   | 99   | 109  | 116   | 108  | 1065 |
| Источник: Яндекс-погода       |      |      |      |      |     |      |      |      |      |      |       |      |      |

## Демография
После второй мировой войны размеры и население Яттона резко возросли. С развитием железнодорожного транспорта упростился путь в Бристоль и Лондон, что вызвало увеличение объёма жилищного строительства. По переписи населения 2001 года в Яттоне проживает 9176 человек.

## Экономика
Яттон сегодня — это большое поселение. Центральная площадь — торговый центр в деревне где располагаются банк, супермаркет и несколько местных магазинах — теперь может рассматриваться в качестве центра Яттона, вместо церкви Святой Марии.
В Яттоне расположены ряд процветающих местных предприятий, включая Simulation Systems Ltd, Stowell Concrete, Smart Systems, Oxford Instruments, Titan Ladders and Bob Martin Petcare. Сельское хозяйство остаётся важным направлением деятельности в деревне, хотя в целом уровень развития хозяйства значительно ниже, чем было до Второй мировой войны.

## Образование
В Яттоне есть подготовительная и младшая школы. Школы среднего образования в Яттоне нет. Поэтому все дети ежедневно ездят в близлежащую деревню Бэкуэлл в школу.

## Религия
Церковь Святой Марии в центральной части Яттона, часто называеая «Собором Мура» из-за своих размеров и величия по отношению к деревне. Хотя эта церковь была построена в XIV веке, вполне вероятно, что и предыдущая церковь была расположена на том же самом месте. Башня состоит из трёх частей с диагональными опорами водостоков и остроконечной башенкой. С юго-восточной стороны шестиугольной башни есть лестница, по которой если подняться над парапетом есть открытая площадка. Эта церковь является историческим наследием Англии.
Старый дом священника, построенный в XV веке, в своё время был пребендарием и так же является историческим наследием Англии.
Так же в Яттоне есть методистская церковь, расположенная на главной улице города. Есть в Яттоне и независимые евангелисты, их часовня Хорскастл располагается на Хорскастл Фарм Роад. Церковь «Река жизни», присоединившаяся к Ассамблее Божьей, собираются в Яттонской подготовительной школе.
Церковь святого Варнавы, расположенная в Клаверхаме, датируется 1879 годом и так же относится к историческому наследию Англии.

## Спорт
В деревне есть своя команда по футболу и по регби (команда по регби основана в 1968 г.), работают два парка, пабы и есть много других мест проведения досуга и занятий спортом.

## Общественность

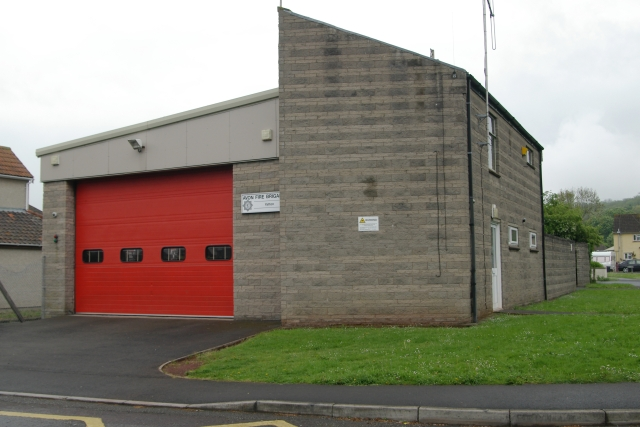
Пожарная станция Яттона

В Яттоне есть пожарная часть, которая основана в 1947 г., сейчас в ней числится 16 кадровых пожарных и 2 единицы техники. Пожарные Яттона выезжают на 130—150 вызовов в год, обслуживая территорию в 104 кв. км. (включая Клив, Кингстон Сеймур, Конгресбери и Рингтон) в составе Пожарной и спасательной службы графства Эйвон. Инциденты варьируются от загораний травы до тяжёлых аварий на близлежащей трассе A370.

## Примечание
1. 1 2  2001 Census Ward Information Sheet: Yatton (PDF). North Somerset Council. Дата обращения: 11 февраля 2010. Архивировано из оригинала 7 июня 2011 года.
2. ↑  Robinson, Stephen. Somerset Place Names (неопр.). — Wimborne, Dorset: Dovecote Press, 1992. — ISBN 1874336032.
3. ↑  х Строительство станции Яттон и пешеходного моста Архивная копия от 21 октября 2012 на Wayback Machine (англ.)
4. ↑  Церковь Святой Марии. Дата обращения: 12 февраля 2010. Архивировано из оригинала 3 октября 2012 года.
5. ↑  Старый дом священника. Дата обращения: 12 февраля 2010. Архивировано из оригинала 18 октября 2012 года.
6. ↑  Методистская церковь Яттона. Дата обращения: 12 февраля 2010. Архивировано 19 февраля 2010 года.
7. ↑  Церковь «Река жизни». Дата обращения: 12 февраля 2010. Архивировано из оригинала 7 июня 2009 года.
8. ↑  Parish Council Архивная копия от 29 марта 2010 на Wayback Machine (англ.)